# Anne Chayet
Anne Chayet is een Frans tibetoloog.
Anne Chayet is als directeur de recherche (een onderzoeksfunctie) verbonden aan het Centre national de la recherche scientifique.
Chayet is gespecialiseerd in de geschiedenis van Tibet, in het bijzonder in de periode van de Qing-dynastie. Verder deed ze onderzoek naar Tibetaanse kunst en archeologie en werkt ze in het Kham-project van het CNRS.